# 我的醜爹
《我的醜爹》是一部中國電視劇，為《我的醜娘》姊妹作，自2009年8月10日開機拍攝，9月22日拍攝完畢。2010年4月19日至4月30日每週一至週日晚上七點四十五分於江蘇城市頻道第一劇場播出，每日播三集。由江蘇省廣播電視總台、江蘇廣影投資發展有限公司、大連天象影視製作中心、遼寧天河影視傳媒發展有限公司共同拍攝，導演單聯全，編劇單聯全、馮一非。

## 演員表
| 角色   | 演員   | 角色關係                  |
| ------ | ------ | ------------------------- |
| 汪木根 | 嚴順開 | 汪保強的父親              |
| 朱玉亭 | 翁虹   | 汪保強的妻子              |
| 汪保強 | 江宏恩 | 汪木根的兒子 朱玉亭的丈夫 |
| 孫靜香 | 李勤勤 |                           |
| 白可欣 | 馮一非 |                           |
| 陸琪   | 王思懿 |                           |
| 肖杉冬 | 范雷   |                           |
| 肖波   | 吳啟華 |                           |
| 朱文涵 | 汪詩槐 |                           |
| 三嫂   | 張海燕 |                           |